# Paso Espinosa
Paso Espinosa ist eine Ortschaft in Uruguay.

## Geographie
Sie befindet sich im Westen des Departamento Canelones in dessen Sektor 1. Paso Espinosa grenzt dabei an die südlich gelegene Departamento-Hauptstadt Canelones rechtsseitig des Arroyo Canelón Chico, der die beiden voneinander trennt.

## Infrastruktur
Durch die Ortschaft führen die Ruta 5 und die Ruta 62.

## Einwohner
Die Einwohnerzahl von Paso Espinosa beträgt 333. (Stand: 2011) Für die vorhergehenden Volkszählungen der Jahre 1963, 1975 und 1985 sind beim Instituto Nacional de Estadística de Uruguay keine Daten erfasst worden.
| Jahr | Einwohner |
| ---- | --------- |
| 1963 | -         |
| 1975 | -         |
| 1985 | -         |
| 1996 | 274       |
| 2004 | 305       |
| 2011 | 333       |

Quelle: Instituto Nacional de Estadística de Uruguay